# Шимла
Шимла (хинд. शिमला) је главни град индијске државе Химачал Прадеш.

## Географија
Шимла се налази на југозападном делу Хималаја. Налази се на око 350 km од Делхија. У граду и његовој околини постоји опасност од клизишта због обилних киша.

### Клима
| Клима Шимле (1981—2010, екстреми 1901—2011) | Клима Шимле (1981—2010, екстреми 1901—2011) | Клима Шимле (1981—2010, екстреми 1901—2011) | Клима Шимле (1981—2010, екстреми 1901—2011) | Клима Шимле (1981—2010, екстреми 1901—2011) | Клима Шимле (1981—2010, екстреми 1901—2011) | Клима Шимле (1981—2010, екстреми 1901—2011) | Клима Шимле (1981—2010, екстреми 1901—2011) | Клима Шимле (1981—2010, екстреми 1901—2011) | Клима Шимле (1981—2010, екстреми 1901—2011) | Клима Шимле (1981—2010, екстреми 1901—2011) | Клима Шимле (1981—2010, екстреми 1901—2011) | Клима Шимле (1981—2010, екстреми 1901—2011) | Клима Шимле (1981—2010, екстреми 1901—2011) |
| Показатељ \ Месец                           | .Јан.                                       | .Феб.                                       | .Мар.                                       | .Апр.                                       | .Мај.                                       | .Јун.                                       | .Јул.                                       | .Авг.                                       | .Сеп.                                       | .Окт.                                       | .Нов.                                       | .Дец.                                       | .Год.                                       |
| ------------------------------------------- | ------------------------------------------- | ------------------------------------------- | ------------------------------------------- | ------------------------------------------- | ------------------------------------------- | ------------------------------------------- | ------------------------------------------- | ------------------------------------------- | ------------------------------------------- | ------------------------------------------- | ------------------------------------------- | ------------------------------------------- | ------------------------------------------- |
| Апсолутни максимум, °C (°F)                 | 21,4 (70,5)                                 | 22,6 (72,7)                                 | 25,8 (78,4)                                 | 29,6 (85,3)                                 | 32,4 (90,3)                                 | 31,5 (88,7)                                 | 28,9 (84)                                   | 27,8 (82)                                   | 28,6 (83,5)                                 | 25,6 (78,1)                                 | 23,5 (74,3)                                 | 20,5 (68,9)                                 | 32,4 (90,3)                                 |
| Максимум, °C (°F)                           | 10,9 (51,6)                                 | 11,9 (53,4)                                 | 15,8 (60,4)                                 | 20,5 (68,9)                                 | 24,1 (75,4)                                 | 24,8 (76,6)                                 | 22,6 (72,7)                                 | 22,0 (71,6)                                 | 22,1 (71,8)                                 | 20,3 (68,5)                                 | 16,7 (62,1)                                 | 13,5 (56,3)                                 | 18,8 (65,8)                                 |
| Минимум, °C (°F)                            | 2,8 (37)                                    | 3,7 (38,7)                                  | 7,0 (44,6)                                  | 11,4 (52,5)                                 | 14,6 (58,3)                                 | 16,2 (61,2)                                 | 15,9 (60,6)                                 | 15,5 (59,9)                                 | 14,1 (57,4)                                 | 11,1 (52)                                   | 7,8 (46)                                    | 5,1 (41,2)                                  | 10,4 (50,7)                                 |
| Апсолутни минимум, °C (°F)                  | −10,6 (12,9)                                | −8,5 (16,7)                                 | −6,1 (21)                                   | −1,3 (29,7)                                 | 1,4 (34,5)                                  | 7,8 (46)                                    | 9,4 (48,9)                                  | 10,6 (51,1)                                 | 5,0 (41)                                    | 0,2 (32,4)                                  | −1,1 (30)                                   | −12,2 (10)                                  | −12,2 (10)                                  |
| Количина кише, mm (in)                      | 66,4 (2,614)                                | 75,3 (2,965)                                | 81,2 (3,197)                                | 60,8 (2,394)                                | 90,3 (3,555)                                | 181,9 (7,161)                               | 329,8 (12,984)                              | 320,4 (12,614)                              | 142,3 (5,602)                               | 36,7 (1,445)                                | 18,4 (0,724)                                | 24,2 (0,953)                                | 1.427,7 (56,209)                            |
| Количина снега, cm (in)                     | 42 (16,5)                                   | 43 (16,9)                                   | 7 (2,8)                                     | 0 (0)                                       | 0 (0)                                       | 0 (0)                                       | 0 (0)                                       | 0 (0)                                       | 0 (0)                                       | 0 (0)                                       | 0 (0)                                       | 7 (2,8)                                     | 99 (39)                                     |
| Дани са кишом                               | 4,2                                         | 5,6                                         | 6,1                                         | 4,8                                         | 7,0                                         | 9,6                                         | 17,0                                        | 15,7                                        | 8,2                                         | 2,3                                         | 1,3                                         | 2,0                                         | 83,7                                        |
| Дани са снегом                              | 4,2                                         | 4,2                                         | 1,4                                         | 0,0                                         | 0,0                                         | 0,0                                         | 0,0                                         | 0,0                                         | 0,0                                         | 0,0                                         | 0,1                                         | 1,3                                         | 11,2                                        |
| Релативна влажност, % (у 17:30 IST ч.)      | 67                                          | 65                                          | 57                                          | 47                                          | 48                                          | 62                                          | 85                                          | 88                                          | 79                                          | 63                                          | 61                                          | 60                                          | 65                                          |
| UV индекс                                   | 3                                           | 3                                           | 5                                           | 6                                           | 6                                           | 6                                           | 6                                           | 5                                           | 5                                           | 4                                           | 4                                           | 3                                           | 4,7                                         |
| Извор #1: India Meteorological Department   |                                             |                                             |                                             |                                             |                                             |                                             |                                             |                                             |                                             |                                             |                                             |                                             |                                             |
| Извор #2: Weather Atlas                     |                                             |                                             |                                             |                                             |                                             |                                             |                                             |                                             |                                             |                                             |                                             |                                             |                                             |

## Демографија
Хинди је најраспрострањенији језик у граду, а такође и језик који се најчешће користи у службене сврхе.
Према попису из 2011. године, већинска религија у граду је хиндуизам и то код 93,5% становништва.